# Bactérie génétiquement modifiée
Les bactéries génétiquement modifiées ont été les premiers modèles à être modifiés en laboratoire, en raison de leur génétique simple. Ces organismes sont maintenant utilisés à plusieurs fins comme dans la production en grandes quantités de protéines humaines pures pour un usage médical.

## Histoire
La première expérience a été réalisée en 1978 dans un laboratoire de l'Université de Californie par Herbert Boyer. , Lors de son travail, une version du gène de l'insuline humaine a été insérée dans la bactérie Escherichia coli pour produire de l'insuline "humaine" synthétique. Quatre ans plus tard, la Food and Drug Administration des États-Unis autorise la commercialisation de l'insuline de synthèse.

## Recherche
Les bactéries ont été les premiers organismes à être modifiés génétiquement en laboratoire, en raison de la facilité à modifier leurs chromosomes. Cette facilité en a fait des outils importants pour la création d'autres OGM. Des gènes et d'autres informations génétiques provenant d'un large éventail d'organismes peuvent être ajoutés à un plasmide et insérés dans des bactéries pour y être stockés et modifiés. Les bactéries sont bon marché, se cultive facilement, se multiplient rapidement, sont relativement faciles à transformer et peuvent être stockées à -80 °C presque indéfiniment. Une fois qu'un gène est isolé, il peut être stocké à l'intérieur de la bactérie, fournissant un stock illimité pour la recherche. Le grand nombre de plasmides personnalisés rend la manipulation de l'ADN extrait des bactéries relativement facile.
Leur facilité d'utilisation  en a fait des outils de choix pour les scientifiques cherchant à étudier la fonction et l'évolution des gènes. a plupart des manipulations d'ADN ont lieu à l'intérieur de plasmides bactériens avant d'être transférés à un autre hôte. Les bactéries sont l'organisme modèle le plus simple et la plupart de nos premières connaissances en biologie moléculaire proviennent de l'étude d'Escherichia coli. Les chercheurs peuvent facilement les manipuler et combiner des gènes au sein des bactéries pour créer de nouvelles protéines ou perturbées et observer l'effet que cela a sur divers systèmes moléculaires. Les chercheurs ont combiné les gènes des bactéries et des archées, ce qui a permis de mieux comprendre comment ces deux ont divergé dans le passé. Dans le domaine de la biologie synthétique, elles ont été utilisées pour tester diverses approches synthétiques, de la synthèse de génomes à la création de nouveaux nucléotides,,.

## Nourriture
Les bactéries sont utilisées dans la production d'aliments depuis très longtemps, et des souches spécifiques ont été développées et sélectionnées pour ce travail à l'échelle industrielle. Elles peuvent être utilisées pour produire des enzymes, des acides aminés, des arômes et d'autres composés utilisés dans la production alimentaire. Avec l'avènement du génie génétique, de nouvelles modifications génétiques peuvent facilement être introduites dans ces bactéries. La plupart des bactéries productrices d'aliments sont des bactéries lactiques, et c'est dans ce domaine que la majorité des recherches sur l'ingénierie génétique des bactéries productrices d'aliments ont été menées. Les bactéries peuvent être modifiées pour fonctionner plus efficacement, réduire la production de sous-produits toxiques, augmenter  le rendement, créer des composés améliorés et éliminer les voies inutiles. Les produits alimentaires issus de bactéries génétiquement modifiées comprennent l'alpha-amylase, qui convertit l'amidon en sucres simples, la chymosine, qui coagule les protéines du lait pour la fabrication du fromage, et la pectinestérase, qui améliore la clarté des jus de fruits.

### Au fromage
La chymosine est une enzyme produite dans l'estomac des jeunes mammifères ruminants pour digérer le lait. La digestion des protéines du lait par les enzymes est essentielle à la fabrication du fromage. Les espèces Escherichia coli et Bacillus subtilis peuvent être génétiquement modifiées pour synthétiser et excréter la chymosine, ce qui constitue un moyen de production plus efficace. L'utilisation de bactéries pour synthétiser la chymosine fournit également une méthode plus éthique de fabrication du fromage, car auparavant, les jeunes ruminants (généralement des veaux) devaient être abattus pour extraire l'enzyme de leur muqueuse stomacale.

## Industrie
Des bactéries génétiquement modifiées sont utilisées pour produire de grandes quantités de protéines à usage industriel. En général, les bactéries sont cultivées jusqu'à atteindre un volume important avant que le gène codant pour la protéine ne soit activé. Les bactéries sont ensuite récoltées et la protéine souhaitée en est purifiée. En raison du coût élevé de l'extraction et de la purification, seuls des produits de grande valeur ont été produits à l'échelle industrielle.

### Production pharmaceutique
La majorité des produits industriels issus de bactéries sont des protéines humaines à usage médical. Nombre de ces protéines sont impossibles ou difficiles à obtenir par des méthodes naturelles et elles sont moins susceptibles d'être contaminées par des agents pathogènes, ce qui les rend plus sûres. Avant le développement des produits protéiques recombinants, plusieurs traitements étaient dérivés de cadavres ou d'autres fluides corporels donnés et pouvaient transmettre des maladies. En effet, la transfusion de produits sanguins a déjà entraîné l'infection involontaire d'hémophiles par le VIH ou l'hépatite C ; de même, le traitement par l'hormone de croissance humaine dérivée de glandes pituitaires de cadavres a pu entraîner des épidémies de la maladie de Creutzfeldt-Jakob,.
La première utilisation médicale des bactéries génétiquement modifiées a été pour la production d'insuline utilisé dans le traitement du diabète. Parmi les autres médicaments produits, citons les facteurs de coagulation pour traiter l'hémophilie, l'hormone de croissance humaine pour traiter diverses formes de nanisme,, l'interféron pour traiter certains cancers, l'érythropoïétine pour les patients anémiques et l'activateur tissulaire du plasminogène qui dissout les caillots sanguins. En dehors de la médecine, elles ont été utilisées pour produire des biocarburants. Il existe un intérêt à développer un système d'expression extracellulaire au sein de la bactérie pour réduire les coûts et rendre économique la production de plus de produits.

## Santé
Grâce à une meilleure compréhension du rôle que joue le microbiome dans la santé humaine, il est possible de traiter des maladies en modifiant génétiquement les bactéries pour qu'elles deviennent elles-mêmes des agents thérapeutiques. On peut par exemple modifier les bactéries intestinales pour qu'elles détruisent les bactéries nocives, ou utiliser les bactéries pour remplacer ou augmenter les enzymes ou les protéines déficientes.
L'un des axes de recherche consiste à modifier Lactobacillus, des bactéries qui offrent naturellement une certaine protection contre le VIH, en leur ajoutant des gènes qui renforceront encore cette protection. Les bactéries qui causent généralement la carie dentaire ont été modifiées de manière à ne plus produire d'acide lactique qui corrode les dents. Ces bactéries transgéniques, si on les laissait coloniser la bouche d'une personne, pourraient peut-être réduire la formation de caries. Des microbes transgéniques ont également été utilisés dans des recherches récentes pour tuer ou entraver les tumeurs et pour combattre la maladie de Crohn.
Si les bactéries ne forment pas de colonies à l'intérieur du patient, celui-ci doit ingérer à plusieurs reprises les bactéries modifiées afin d'obtenir les doses requises. Permettre aux bactéries de former une colonie pourrait fournir une solution à plus long terme, mais pourrait également soulever des problèmes de sécurité car les interactions entre les bactéries et le corps humain sont moins bien comprises qu'avec les médicaments plus conventionnels.
Lactobacillus Acidophilus MPH734 est un exemple de ce type d'intermédiaire, qui ne forme que des colonies de courte durée dans le tractus gastro-intestinal. Il est utilisé en particulier dans le traitement de l'intolérance au lactose. Cette version génétiquement modifiée de la bactérie Lactobacillus acidophilus produit une enzyme manquante appelée lactase, qui est utilisée pour la digestion du lactose présent dans les produits laitiers ou, plus communément, dans les denrées à base de produits laitiers. La colonie est introduite au cours d'un traitement d'une semaine et peut produire de la lactase pendant environ trois mois avant d'être retirée du corps par un processus naturel. Le traitement peut être répété aussi souvent que nécessaire pour maintenir la protection contre les symptômes de l'intolérance au lactose, ou interrompu sans conséquence, à l'exception du retour des symptômes initiaux.
On craint que le transfert horizontal de gènes à d'autres bactéries n'ait des effets inconnus. Depuis 2018, des essais cliniques sont en cours pour tester l' efficacité et la sécurité de ces traitements.

## Agriculture
Depuis plus d'un siècle, les bactéries sont utilisées pour l'agriculture. Des cultures ont été inoculées avec Rhizobia (et plus récemment Azospirillum ) pour augmenter leur production ou pour leur permettre d'être cultivées en dehors de leur habitat d'origine. L'application de Bacillus thuringiensis (Bt) et d'autres bactéries peut aider à protéger les cultures contre les infestations d'insectes et les maladies des plantes. Grâce aux progrès du génie génétique, ces bactéries ont été manipulées pour accroître leur efficacité et élargir leur gamme d'hôtes. Des marqueurs ont également été ajoutés pour faciliter la traçabilité de la propagation de la bactérie. Les bactéries qui colonisent naturellement certaines cultures ont également été modifiées, dans certains cas pour exprimer les gènes Bt responsables de la résistance aux parasites. Les souches de bactéries Pseudomonas provoquent des dégâts dus au gel nucléant l'eau dans les cristaux de glace autour d'eux. Cela a conduit au développement de bactéries antigèle "ice-minus", dont les gènes de formation de glace ont été supprimés. Appliquées aux cultures, elles peuvent concurrencer les bactéries "ice-plus" et conférer une certaine résistance au gel.

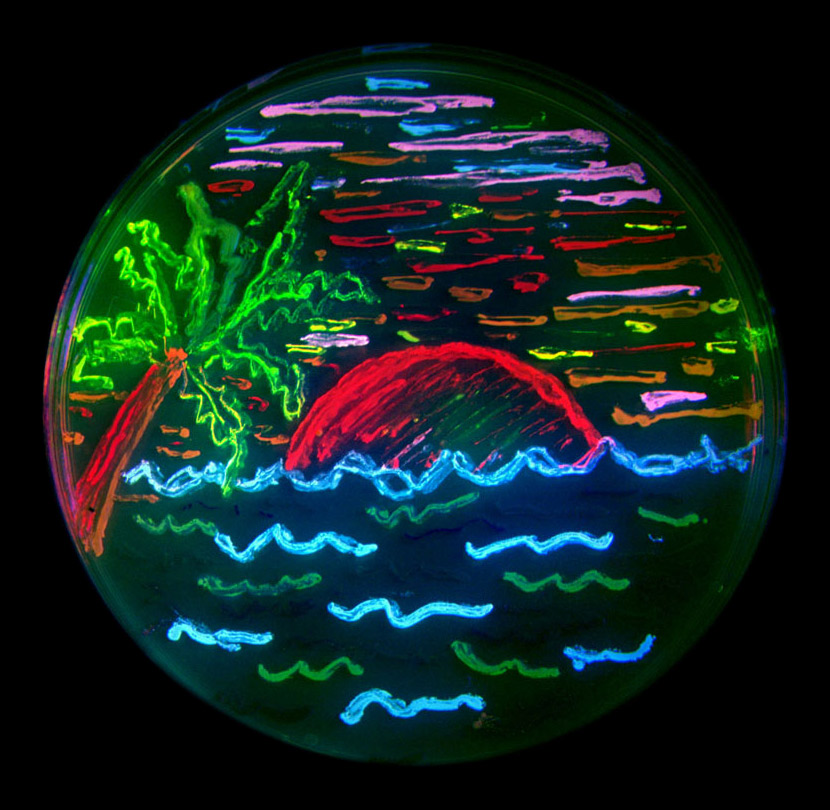
Cette œuvre d'art est réalisée avec des bactéries modifiées pour exprimer 8 couleurs différentes de protéines fluorescentes.

## Autres utilisations
Parmi les autres utilisations des bactéries génétiquement modifiées figure la bioremédiation, où les bactéries sont utilisées pour convertir les polluants en une forme moins toxique. Le génie génétique peut permettre d'augmenter les niveaux des enzymes utilisées pour dégrader une toxine ou pour rendre la bactérie plus stable dans des conditions environnementales. Des bactéries génétiquement modifiées ont également été développées pour lixivier le cuivre du minerai, nettoyer la pollution au mercure et détecter l'arsenic dans l'eau potable.
Le Bio-art a également été créé à partir de bactéries génétiquement modifiées. Dans les années 1980, l'artiste Joe Davis et la généticienne Dana Boyd ont converti le symbole germanique de la féminité (ᛉ) en code binaire puis en une séquence d'ADN, qui a ensuite été exprimée dans Escherichia coli. Cela a été franchi une étape supplémentaire en 2012, lorsqu'un livre entier a été encodé sur l'ADN. Des peintures ont également été réalisées à partir de bactéries transformées avec des protéines fluorescentes,,.

## Produits transgéniques synthétisés par des bactéries
- Insuline
- Vaccin contre l'hépatite B
- Activateur tissulaire du plasminogène
- Hormone de croissance humaine
- Interféron
- Maïs Bt[35] & Autres possibilités